# 털박쥐류
털박쥐류(Cistugo)는 털박쥐과(Cistugidae)에 속하는 박쥐의 총칭이다. 남부 아프리카에서 발견되는 2종으로 이루어져 있다. 이 두 종을 역사적으로 애기박쥐과에 속하는 윗수염박쥐속으로 분류했지만, 분자생물학적 연구 결과에 의하면 털박쥐속은 다른 모든 애기박쥐과의 종들과 다르다. 따라서 별도의 털박쥐과로 분류한다.

## 하위 종
2종으로 이루어져 있다.
- 르쉬르털박쥐 (Cistugo lesueuri) Roberts, 1919 - 레소토와 남아메리카 남부 지역.
- 앙골라털박쥐 (Cistugo seabrae) Thomas, 1912 - 앙골라 남서부, 나미비아, 남아프리카 북서부 지역.